# حیوانات، املاک و قانون
حیوانات، املاک و قانون (۱۹۹۵) کتابی است که گری فرانسیسون، استاد برجسته حقوق و نیکلاس د بی. کاتزنباخ محقق حقوق و فلسفه در دانشکده حقوق راتجرز - نیوآرک. این کتاب نخستین رفتار گسترده دانش نظری حقوق حیوانات بود.

## خلاصه داستان
این کتاب به یک مقدمه تقسیم شده‌است، که در آن مفهوم فرانسیسون در مورد "وفاداری قانونی"، و پس از آن سه بخش بیان شده‌است: (۱) "وضعیت حیوانات به عنوان دارایی"، (۲) "کاربرد عمومی نظریه: اساسنامه‌های ضد انحصاری"، و (۳) "کاربرد ویژه تئوری: تنظیم آزمایش حیوانات." این قسمت از عنوان "جایگزینی برای ولفاریسم قانونی است "
در قسمت ۱، فرانسیسون استدلال می‌کند که حیوانات غیرمسئول، مالکیت شخصی یا منجنیق صاحبان آنها هستند، حتی اگر به عنوان یک نوع خاص از اموال شناخته شوند. به این ترتیب، آنها خودشان نمی‌توانند از حقوق قانونی برخوردار شوند، زیرا اینها اهداف اعمال حقوق شخص دیگری هستند. هر زمان که منافع یک حیوان در برابر منافع مالک متعادل شود (با فرض اینکه حیوان به عنوان منافع شناخته شده باشد)، هر چقدر که ممکن است این چیزهای بی‌اهمیت باشد، منافع صاحبش پیروز می‌شود. فرانسیسون اوضاع را با معالجه بردگان در ایالات متحده در سده‌های ۱۸ و ۱۹ مقایسه می‌کند، جایی که قوانینی وجود داشته که به ظاهر از آنها محافظت می‌شود، در حالی که دادگاه‌ها نادیده گرفته‌اند که نهاد برده داری، این حمایت را تا حد زیادی بی‌معنی می‌کند.
وی در ادامه استدلال می‌کند که قانون رفاه حیوانات سال ۱۹۶۶ ایالات متحده، نمونه ای از قوانین سمبولیک است، بر خلاف قوانین عملکردی، با تکیه بر مفاهیم شرح داده شده توسط جان دوایر در سال ۱۹۹۰. او می‌نویسد که این نمادین است (به نقل از دوایر)، زیرا نمونه ای از قانونی است که «قوه مقننه نتوانسته‌است محدودیت‌های اداری و سیاسی را که مانع اجرای قانون می‌شود، برطرف کند.»

## نقد و بررسی
پروفسور پریسیلا کوهن به این کتاب نقد و بررسی مطلوب کرد، نوشت: "فرانسیسون باعث می‌شود تا نظرات ما را در مورد حیوانات، بی رحمی، چه نوع دردی" ضروری "ارزیابی کنیم، چه جامعه ای اجازه می‌دهد تا موجودات بی دفاع شلیک شود، سوزانده شود، مورد ضرب و شتم قرار بگیرد؛ و غیره. توضیحات او همیشه متفکرانه است، تحلیلهای او نافذ است، نمونه‌های وی جالب است. " آنتونیا لایارد از ارزش‌های محیطی بسیار مهم‌تر بود، زیرا احساس می‌کرد که فرانسیسون هنگامی که "تلاش می‌کند چیزی را در جای خود قرار دهد، دشواری را تجربه می‌کند، زیرا او توصیف نمی‌کند که چگونه تئوری رگان در مورد حقوق حیوانات ممکن است در عمل عملی شود، به طور خاص، فرانسیسون به رگان ادعا می‌کند که حیوانات نباید دارای حقوق برابر با انسان باشند و این را با بیان اینکه آنها از حقوق یکسان برخوردار نیستند، درهم می‌آمیزند. "
بررسی حقوقی هاروارد نیز بسیار حیاتی بود، زیرا احساس می‌کردند که این کتاب «یک مطالعه گسترده و متفکرانه» است، اما «هیچ کاری برای تبدیل کردن گونه‌شناس تأیید شده نخواهد کرد».